# Filip Budweil
Filip Budweil (ur. 20 sierpnia 1976 w Krakowie) – polski aktor filmowy i teatralny. Absolwent Wydziału Lalkarskiego Państwowej Wyższej Szkoły Teatralnej im. Ludwika Solskiego w Krakowie – Filia we Wrocławiu.

## Filmografia
- 2002 – Graczykowie jako Kuba
- 2005 – Kryminalni jako Żółwik
- 2006 – Daleko od noszy jako Nowa Karinka
- 2006-2010 – Na Wspólnej jako Policjant
- 2009 – Popiełuszko. Wolność jest w nas jako Kapral
- 2012 – Szpilki na Giewoncie
- 2016 – Strażacy jako Jarek
- 2017 – Wyklęty jako milicjant
- 2017 – Miasto skarbów jako osiłek
- 2019–2021 – Zakochani po uszy jako monter

Źródło: Filmpolski.pl.